# Xanthocrambus lucellus
Xanthocrambus lucellus là một loài bướm đêm trong họ Crambidae.